# Хадсон Лейк
Гайді Хадсон Лейк (англ. Heidi Hudson Leick, нар. 9 травня 1969, Цинциннаті, Огайо, США) — американська акторка, відома за роллю лиходійки Каллісто в телесеріалах «Ксена: Принцеса-воїн» та 
«Геркулес: Легендарні подорожі». Лейк також є сертифікованим інструктором з йоги.

## Життєпис
Хадсон Лейк народилася 9 травня 1969 року в Цинциннаті, штат Огайо, виросла у Рочестері, штат Нью-Йорк
.
Була моделлю, кар'єру розпочала в Японії, але згодом вирішила зосередитися на акторській майстерності. Лейк відвідувала курси драми та дикції, щоб покращити свій голос.
У 1992 році вона з'явилася в одному з епізодів серіалу CBS Schoolbreak Special. Наступного року Лейк з'явився в епізоді серіалу «Закон і порядок». Вона зіграла невелику роль медсестри Трейсі Стоун
.
У 1994 році вона зіграла роль дизайнера віртуальної реальності Ханни в телевізійному фільмі Knight Rider 2010.
У 1995 році акторка пройшла проби та отримала роль у телесеріалі «Мелроуз Плейс». Вона з'явилася в десяти епізодах серіалу.
Після кількох невеликих ролей у фільмах «Викрадений: Рейс 285» та «Небезпечний вантаж» режисер Роберт Таперт обрав Лейк на роль Каллісто в «Ксені: Принцесі-воїні». Лейк також зіграла Каллісто в трьох епізодах телесеріалу «Геркулес: Легендарні подорожі».
У 2000 році Хадсон оголосила що більше не зніматиметься в епізодах «Ксени: Принцеси-воїна» та в проєктах про Геркулеса, оскільки їй запропонували більше різнопланових ролей і вона відчула, що їй потрібно зіграти іншого персонажа, крім Каллісто  .
З 1999 року акторка з'являлася у фільмах Chill Factor, Hallowed Ground, Blood Group, Denial і After the Game, а також зіграла ролі в серіалах 7th Heaven, Touched by an Angel і Safe Harbor.
Брала участь у проєктах А. І. Assault, CSI: Crime Scene Investigation, Lords of Everquest, Tru Calling (у пілотному епізоді). Озвучила комп'ютерну гру Primal (голос Джен).
У 2008 році, знялася у фільмах «Один, два, багато» і «Безумовний». Вона також зіграла роль Коко Девіль у фільмі Джекі Коллінз «Паризькі зв'язки», який вийшов на екрани у 2010 році та став останнім фільмом за її участі.
Акторка займається йогою з 23 років.
Майстерності йоги вона навчалася протягом тривалого часу в Еріха Шиффмана, Браяна Кеста, Ани Форест. Зокрема, вивчала — аштанг-йогу, хатха-йогу, силову йогу та кундаліні-йогу.
Лейк проводить свої майстер-класи й ретріти з йоги по всьому світу, найчастіше в США, Великій Британії, Чехії та Словаччині. Під час пандемії Covid-19 вона проводила онлайн-семінари та ретрити
.

## Фільмографія

### Фільми
| Рік  | Назва                        | Роль          | Примітки               |
| ---- | ---------------------------- | ------------- | ---------------------- |
| 1996 | Dangerous Cargo              | Карла         |                        |
| 1997 | After the Game               | Ґрейс         |                        |
| 1998 | Denial                       | Дебора        |                        |
| 1999 | Chill Factor                 | Вон           |                        |
| 1999 | Blood Type                   | Тіффані       |                        |
| 2001 | Cold Heart                   | Джулія        |                        |
| 2006 | A.I. Assault (aka Shockwave) | Тіффані Сміт  | Телебачення            |
| 2007 | Hallowed Ground              | Сара Остін    | Відео                  |
| 2008 | One, Two, Many               | Дарла         |                        |
| 2008 | Unconditional                | Еліс          | Короткометражний фільм |
| 2010 | Paris Connections            | Коко де Вілль |                        |
| 2011 | All It Will Ever Be          | невідомо      | Короткометражний фільм |
| 2013 | Mid Life Gangster            | Алексіс       |                        |
| 2018 | Blood Type                   | Тіффані       |                        |

### Телесеріали
| Рік       | Назва                            | Роль                       | Примітки                                                                              |
| --------- | -------------------------------- | -------------------------- | ------------------------------------------------------------------------------------- |
| 1992      | CBS Schoolbreak Special          | Стефані                    | Епізод: "Сексуальні міркування"                                                       |
| 1993      | Law & Order                      | Кеті Роджерс               | Епізод: "Чорна краватка"                                                              |
| 1994      | Knight Rider 2010                | Ханна                      | Телевізійний фільм                                                                    |
| 1995      | University Hospital              | Трейсі Стоун               | Головна роль                                                                          |
| 1995      | Melrose Place                    | Шеллі Хенсон               | Другорядна роль (Район Мелроуз, 4 сезон), 10 епізодів                                 |
| 1996      | Hijacked: Flight 285             | Шейна Лорінг               | Телевізійний фільм                                                                    |
| 1996–2000 | Xena: Warrior Princess           | Каллісто                   | Другорядна роль, 12 епізодів                                                          |
| 1997      | Touched by an Angel              | Селеста                    | Епізоди: "Ангел смерті", "Ноша кохання"                                               |
| 1997–1998 | Hercules: The Legendary Journeys | Каллісто                   | Епізоди: "Сюрприз", "Армагедон: 1 & 2 частини"                                        |
| 1998      | 7th Heaven                       | Міс Гантер                 | Епізод: "Повернення додому"                                                           |
| 1998–1999 | Hercules: The Legendary Journeys | Ліз Фрідмен                | Епізоди: "Yes, Virginia, There Is a Hercules", "Для тих, хто щойно до нас приєднався" |
| 1999      | Safe Harbor                      | Делорес                    | Епізод: "Ще раз: Велика втеча"                                                        |
| 2003      | Fastlane                         | Ренді                      | Епізод: "101"                                                                         |
| 2003      | Tru Calling                      | Ребекка Морган             | Епізод: Пілот                                                                         |
| 2005      | CSI: Crime Scene Investigation   | Доктор Джеррі "Баффі" Коен | Епізод: "Вкуси мене"                                                                  |
| 2007      | Nip/Tuck                         | Фейк Венді                 | Епізод: "Доктор Джошуа Лі"                                                            |
| 2008      | Shark                            | Сінді Броулз               | Епізод: "Бійка у барі"                                                                |
| 2010      | Law & Order: LA                  | Персональний шопер Карлі   | Епізод: "Плая Віста"                                                                  |